# Methanogenium marinum
A Methanogenium marinum egy H2-használó metanogén, pszichrofil Archaea faj. Az archeák – ősbaktériumok – egysejtű, sejtmag nélküli prokarióta szervezetek. Sejtjei nem mozgékonyak, nagyon szabálytalan gömb alakúak, és 1–1,2 μm átmérőjűek. Egyenként fordulnak elő. Pszichrofil, és enyhén halofil élőlény. Alaszkában, Skan Bayben fordul elő. Típustörzs: AK-1.

## Fordítás
- Ez a szócikk részben vagy egészben  a   Methanogenium marinum című angol Wikipédia-szócikk fordításán alapul.  Az eredeti cikk szerkesztőit annak laptörténete sorolja fel. Ez a jelzés csupán a megfogalmazás eredetét és a szerzői jogokat jelzi, nem szolgál a cikkben szereplő információk forrásmegjelöléseként.